# ستانلي لين بول

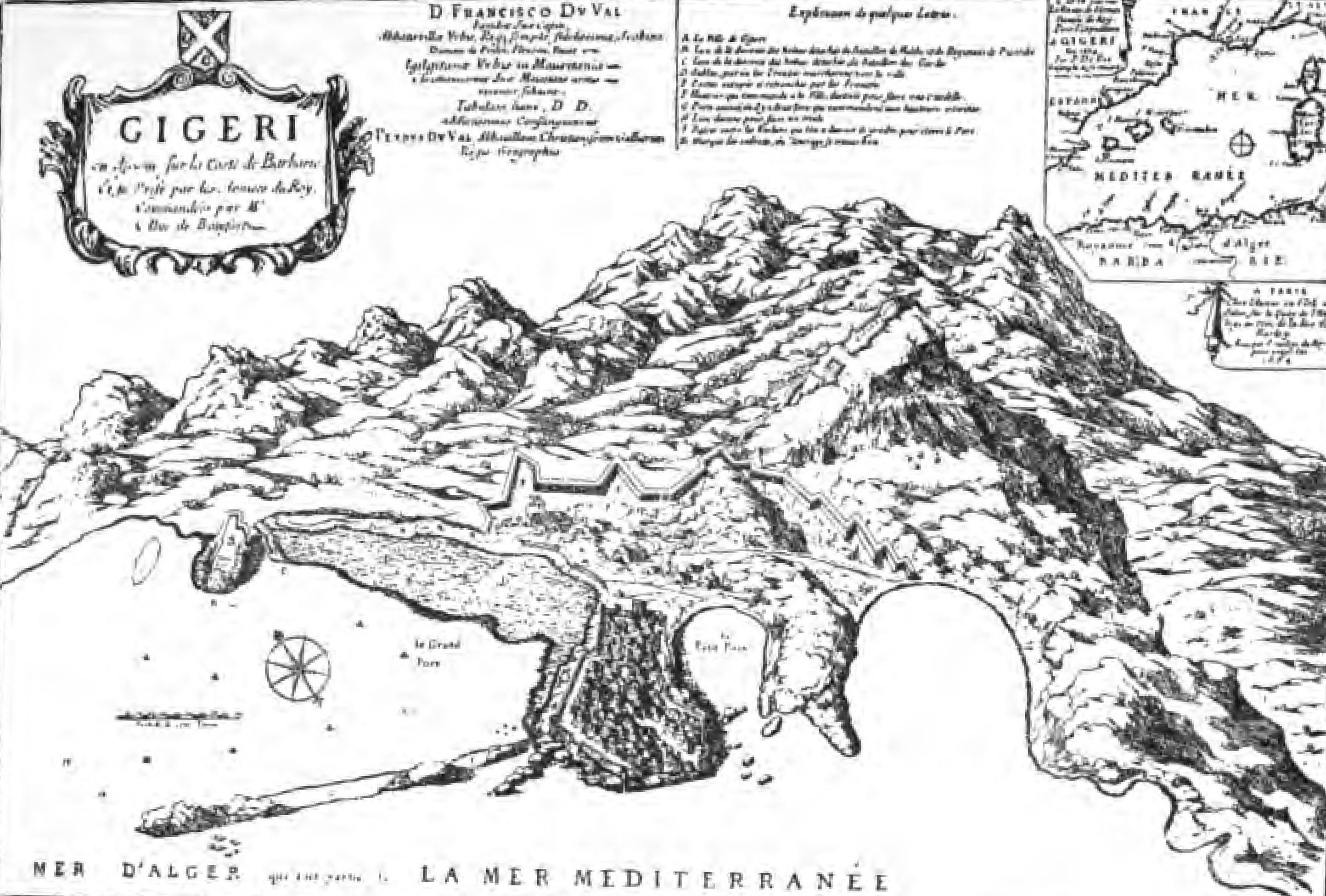
خارطة مدينة جيجل سنة 1664 بريشة ستانلي لين بول.

ستانلى لين بول (بالإنجليزية: Stanley Lane-Poole)‏ (18 ديسمبر1854 - 29 ديسمبر1931) كان مستشرق وعالم آثار بريطاني. عمه كان إدوارد وليام لين.
ولد في لندن, من عام 1874 إلى عام 1892 عمل في المتحف البريطاني, وبعد ذلك اشتغل بالبحث في مصر حول علوم المصريات. من عام 1897 حتى عام 1904 شغل كرسى الأستاذية للدراسات العربية في جامعة دبلن.

## مؤلفاته
- انهى الجزء الأول من معجمه العربي الإنجليزي إدوارد ويليام لين غير مكتمل.
- حياة إدوارد ويليام لين (1877)
- ناس تركيا (1878)
- مختارات لين من القرآن (1879)
- مصر (1881)
- القرآن، لغته الشعرية وقوانينه (1882)
- دراسات في مسجد (القاهرة, فبراير, 1883)
- الحياة الاجتماعية في مصر: وصف للمدينة وناسها (1884)
- حياة الجنرال فرانسيس رودون تشيسنى (محرر) (1885)
- قصة المورسيكين في أسبانيا (1886)
- تركيا (1888)
- القراصنة البربر (1890)
- الأحاديث مع الجدول-كلام النبى محمد (1893)
- أسرات المحمديين: جداول تاريخية ونسب مع التقدمة التاريخية (1894)
- صلاح الدين: السلطان القوى وموحد الإسلام (1898)
- بابار (1899)
- تاريخ مصر في القرون الوسطى (1901)
- الهند في القرون الوسطى تحت حكم المحمديين، بعد الميلاد 712-1764 (1903)
- حياة السير هارى باركس بالاشتراك مع فردريك فيكتور ديكينز, 1894
- قصة العرب في أسبانيا

## روابط
- مؤلفاته على موقع أرشيف .